# Piazza Nikola Pašić

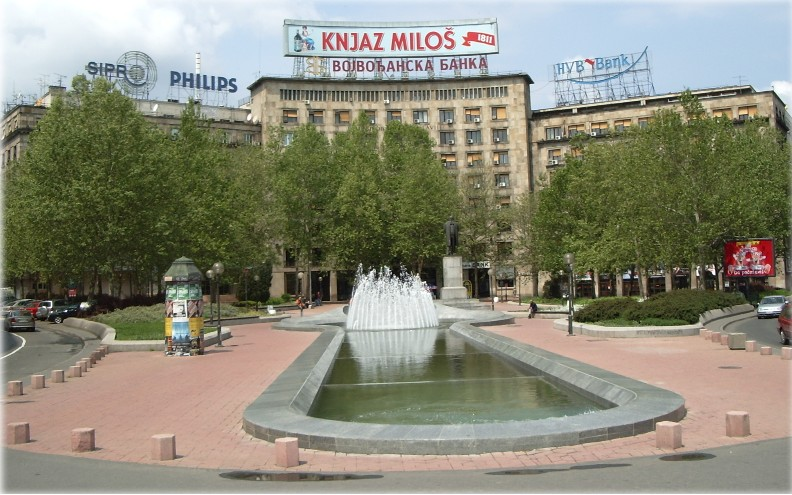
Piazza Nikola Pašić

Piazza Nikola Pašić (in serbo, Трг Николе Пашића / Trg Nikole Pašića) è una delle principali piazze della città di Belgrado, capitale della Serbia.

## Ubicazione
La piazza si trova nella municipalità di Stari Grad, nel quartiere di Terazije. Da essa parte il viale più lungo di Belgrado, il Bulvar Kralja Aleksandra, mentre la via Dečanska la collega alla Piazza della Repubblica.

## Storia
Nella prima metà del XIX secolo, l'area era disabitata e divisa in due dalla strada che conduceva a Istanbul, chiamata popolarmente "strada del Cannone d'oro" (Ulica Zlatnog topa) dal nome di un ristorante nei pressi, lungo la quale sorgeva la più grande moschea turca della città, la Batal džamija, abbattuta nel 1869. La strada fu successivamente chiamata "Ullica Markova", dalla chiesa di San Marco costruita poco distante.
Quando tutto il quartiere di Terazije venne edificato, nella seconda metà del XIX secolo, anche nella zona dell'attuale piazza furono costruiti edifici ad uno o a due piani, tra cui il vecchio Municipio che, durante l'occupazione nazista fu sede della Gestapo. Tra le due guerre, vennero costruiti nuovi palazzi, tra cui quello della Banca dell'agricoltura (Agrarna banka) che, durante il periodo jugoslavo fu sede de Comitato centrale del Partito comunista, quello del quotidiano Vreme, il cinema "Beograd"  altri.

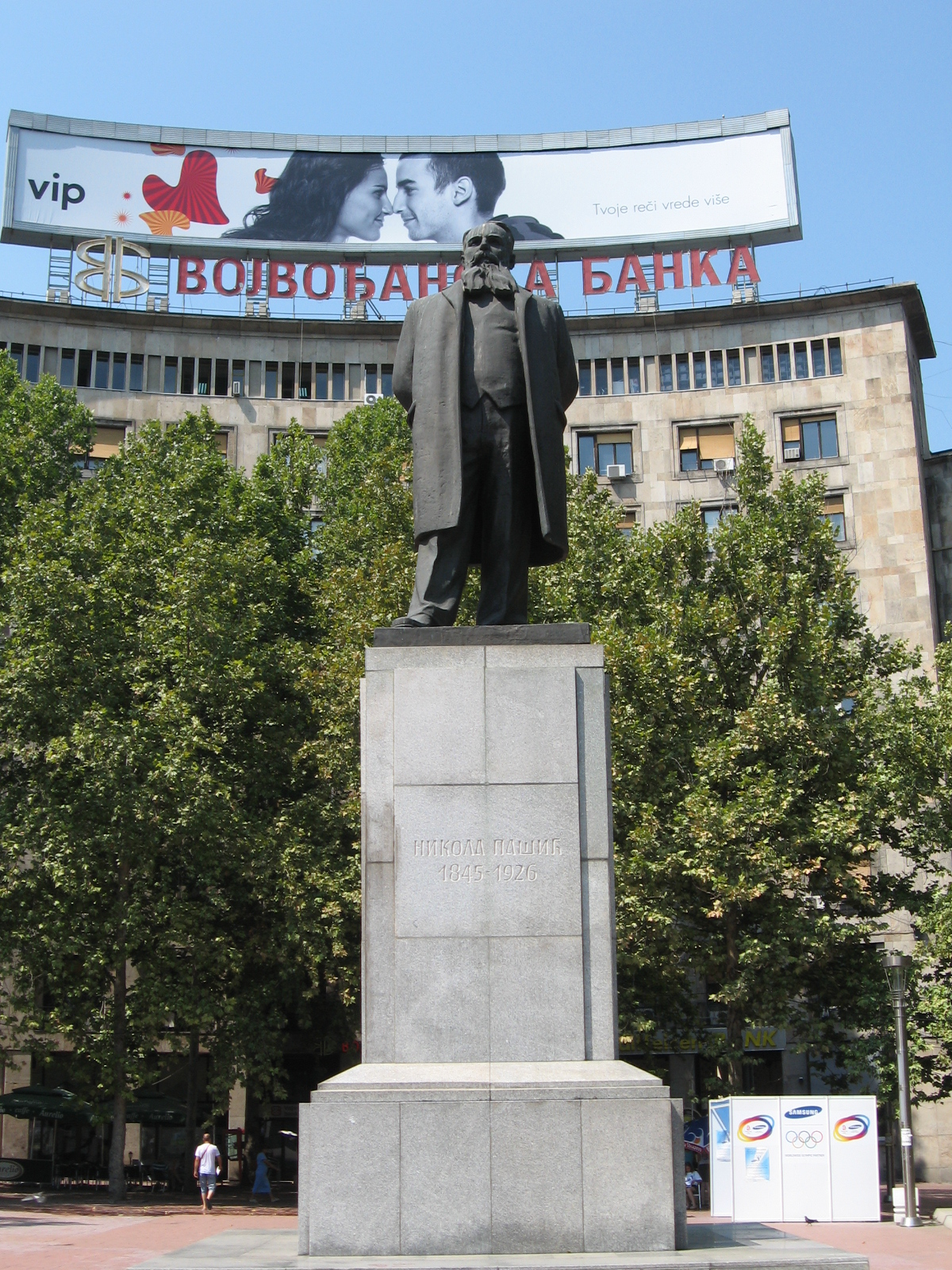
Monumento a Nikola Pašić

Dopo la fine della Seconda guerra mondiale, col piano regolatore del 1948, tutta l'area fu ridisegnata. Abbattute le vecchie case, fu aperta la piazza. Furono eretti parecchi fabbricati, tra cui la nuova sede del Municipio. Sul lato est, sorsero grandi caseggiati che occuparono parte della preesistente piazza di Terazije; sul lato nord fu eretta la sede del Sindacato nello stile del realismo socialista, davanti al quale fu inserita una grande fontana. La piazza fu intitolata a Karl Marx e Friedrich Engels. Il vecchio capolinea dei tram fu spostato, e vennero tolti i binari che passavano tra il Parlamento e il Parco dei Pionieri.
Alla fine degli anni ottanta del XX secolo, col crollo del sistema politico socialista, molti toponimi di Belgrado furono cambiati. Tra questi la piazza Marx e Engels, che fu intitolata a Nikola Pašić, importante uomo politico dei primi del Novecento, che fu più volte Primo ministro dal 1891 al 1926. Nel 1989 fu eretta al centro della piazza, dietro alla fontana che, nel frattempo venne ingrandita, una statua che ritrae il grande statista.
Attualmente, la zona pedonale intorno alla fontana e alla statua è sede di mercatini all'aperto di generi alimentari e di manifestazioni musicali o culturali. D'inverno viene trasformata in pista di pattinaggio.

## Edifici famosi

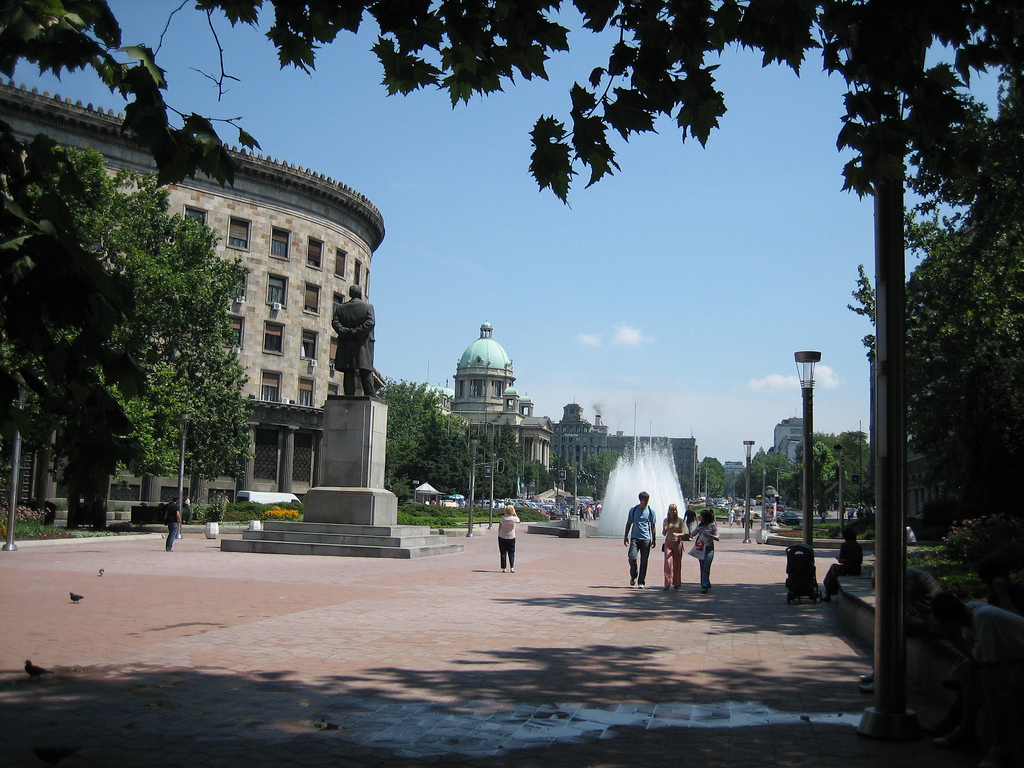
Piazza Nikola Pašić

Sulla piazza Nikola Pašić e nelle sue immediate vicinanze, si affacciano importanti edifici e istituzioni della città di Belgrado, tra cui:
- il Parlamento serbo;
- il Museo della Storia di Jugoslavia, installato in quella che fu la sede della Banca dell'agricoltura prima e del Partito comunista poi;
- il Museo storico della Serbia;
- il Teatro a Teraije, considerato la Broadway di Belgrado;
- la piazza commerciale Bezistan, una piazza coperta che unisce piazza Pašić a Terazije, attualmente occupata da negozi di souvenir, considerata patrimonio culturale per cui è previsto un piano di riqualificazione;
- il Palazzo dell'amministrazione cittadina.